# Курт Найде
Курт Найде (нім. Kurt Neide; 8 липня 1916, Кіль — 22 вересня 1980) — німецький офіцер-підводник, капітан-лейтенант крігсмаріне. Кавалер Німецького хреста в золоті.

## Біографія
3 квітня 1936 року вступив на флот. З серпня 1940 року — командир корабля і групи в з'єднанні легких артилерійських кораблів. В жовтні-грудні навчався в училищі корабельної артилерії в Кілі. З грудня 1940 по травень 1941 року пройшов курс підводника. З 26 липня 1941 року — 1-й вахтовий офіцер на підводному човні U-134. В червні-липні 1942 року пройшов курс командира човна. З 5 серпня 1942 по 16 квітня 1944 року — командир U-415, на якому здійснив 5 походів (разом 233 дні в морі) і потопив 2 кораблі загальною водотоннажністю 6257 тонн та пошкодив 1 корабель водотоннажністю 5486 тонн.
| Дата           | Назва корабля          | Тип               | Тоннаж | Вантаж                    | Екіпаж | Загинули | Країна             | Конвой |
| -------------- | ---------------------- | ----------------- | ------ | ------------------------- | ------ | -------- | ------------------ | ------ |
| 21 квітня 1943 | Ashantian              | Торговий пароплав | 4,917  | Баласт і 280 мішків пошти | 67     | 16       | Британська імперія | ONS-3  |
| 21 квітня 1943 | Wanstead (пошкоджений) | Торговий пароплав | 5,486  | Баласт                    | 50     | 2        | Британська імперія | ONS-3  |
| 24 грудня 1943 | HMS Hurricane (H06)    | Есмінець          | 1,340  |                           | ?      | 5        | Британська імперія | OS-62  |

В квітні-серпні 1944 року служив у Військово-морській академії в Берліні. З вересня 1944 року — 6-й офіцер керівного штабу оперативного відділу 2-го управління морської війни ОКМ. В травні 1945 року взятий в полон. 15 серпня 1945 року звільнений.

## Звання
- Кандидат в офіцери (3 квітня 1936)
- Морський кадет (10 вересня 1936)
- Фенріх-цур-зее (1 травня 1937)
- Оберфенріх-цур-зее (1 липня 1938)
- Лейтенант-цур-зее (1 жовтня 1938)
- Оберлейтенант-цур-зее (1 жовтня 1940)
- Капітан-лейтенант (1 липня 1943)

## Нагороди
- Залізний хрест 2-го і 1-го класу
- Нагрудний знак підводника
- Німецький хрест в золоті (4 квітня 1944)